# Here I am, Here we are
「Here I am, Here we are」（ヒア・アイ・アム・ヒア・ウィー・アー）は、綾崎ハヤテ&三千院ナギ starring 白石涼子&釘宮理恵のシングル。2012年12月26日にジェネオン・ユニバーサル・エンターテイメントジャパンから発売された。

## 概要
- テレビ東京系列で放送されたテレビアニメ『ハヤテのごとく! CAN'T TAKE MY EYES OFF YOU』の最終夜エンディングテーマ[1]。ただし、実際に使用されたのは、綾崎ハヤテ、三千院ナギ、睡蓮寺ルカの3人で歌った物である[2]。
- カップリングの「アスタリスク」は、三千院ナギが歌うイメージソング。

## 収録曲
（全作詞：くまのきよみ）
1. Here I am, Here we are [4:42]
歌：綾崎ハヤテ&三千院ナギ starring 白石涼子&釘宮理恵
作曲：渡辺翔、編曲：前口渉
  - テレビアニメ『ハヤテのごとく! CAN'T TAKE MY EYES OFF YOU』最終夜エンディングテーマ
2. アスタリスク [4:18]
歌：三千院ナギ starring 釘宮理恵
作曲：川崎里実、編曲：川崎里実・前口渉
3. Here I am, Here we are（Instrumental） [4:43]
4. アスタリスク（Instrumental） [4:12]

## サウンドスタッフ
| - Here I am, Here we are - ミキシング：前口渉 - レコーディングエンジニア：松尾真弥（Climbers） - ミキシングエンジニア：松尾真弥（Climbers） | - アスタリスク - ギター：前口渉 - レコーディングエンジニア：松尾真弥（Climbers） - ミキシングエンジニア：小杉麻樹（Climbers） |

## 収録アルバム
| 曲名                                 | 歌                                                                     | 収録アルバム                                                       | 発売日        | 規格品番  |
| ------------------------------------ | ---------------------------------------------------------------------- | ------------------------------------------------------------------ | ------------- | --------- |
| Here I am, Here we are               | 綾崎ハヤテ&三千院ナギ starring 白石涼子&釘宮理恵                       | 『CAN'T TAKE MY EYES OFF YOU』                                     | 2013年5月8日  | GNCA-1363 |
| Here I am, Here we are（最終夜ver.） | 綾崎ハヤテ&三千院ナギ&水蓮寺ルカ starring 白石涼子&釘宮理恵&山崎はるか | 『ハヤテのごとく! CAN'T TAKE MY EYES OFF YOU Original Soundtrack』 | 2013年1月30日 | GNCA-1362 |

## カバー
| 曲名                   | アーティスト                   | 収録アルバム | 発売日        | 規格品番  |
| ---------------------- | ------------------------------ | ------------ | ------------- | --------- |
| Here I am, Here we are | 水蓮寺ルカ starring 山崎はるか | 『福音』     | 2013年2月27日 | GNCA-1361 |

## スタッフクレジット
| ディレクター                 | 甲克裕（スマイルカンパニー）                                                 |
| アーティストコーディネーター | 松川泰也（スマイルカンパニー）                                               |
| アーティストマネジメント     | 原道太郎（青二プロダクション）、瀬戸尚子（アイムエンタープライズ）           |
| マスタリングエンジニア       | 田中龍一                                                                     |
| カバーイラストレーション     | 工藤昌史                                                                     |
| 仕上げ                       | 小針裕子                                                                     |
| エフェクト                   | 入佐芽詠美（旭プロダクション）                                               |
| ジャケットデザイン           | 奥田晶久（chocolate please graphics）、渡井美穂（chocolate please graphics） |
| デザインコーディネーター     | 加藤美奈子（ジェネオン・ユニバーサル・エンターテイメント）                   |
| メディアプロモーター         | 雀ヶ野麗可（ジェネオン・ユニバーサル・エンターテイメント）                   |
| セールスプロモーター         | 谷川康史（ジェネオン・ユニバーサル・エンターテイメント）                     |
| デスク                       | 石谷ひとみ（ジェネオン・ユニバーサル・エンターテイメント）                   |
| プロデューサー               | 松田章男（ジェネオン・ユニバーサル・エンターテイメント）                     |